# IPhone 7
iPhone 7 và iPhone 7 Plus là bộ đôi smartphone cao cấp chạy hệ điều hành iOS được Apple Inc. thiết kế, sản xuất và bán trên thị trường. iPhone 7/7 Plus được CEO Apple Tim Cook giới thiệu vào ngày 7 tháng 9 năm 2016 tại Bill Graham Civic Auditorium ở San Francisco, là sản phẩm kế tiếp của thế hệ iPhone 6S và iPhone 6S Plus. Bộ đôi iPhone 7/7 Plus chính thức lên kệ vào ngày 16 tháng 9 năm 2016, đặt hàng trước bắt đầu từ ngày 09 tháng 9 năm 2016.
Bộ đôi iPhone 7/7 Plus là bộ đôi smartphones bán chạy nhất năm 2017, đạt doanh số cao vào năm 2016 và vẫn tiếp tục được nhiều người tiêu dùng lựa chọn vào 2018, 2019.

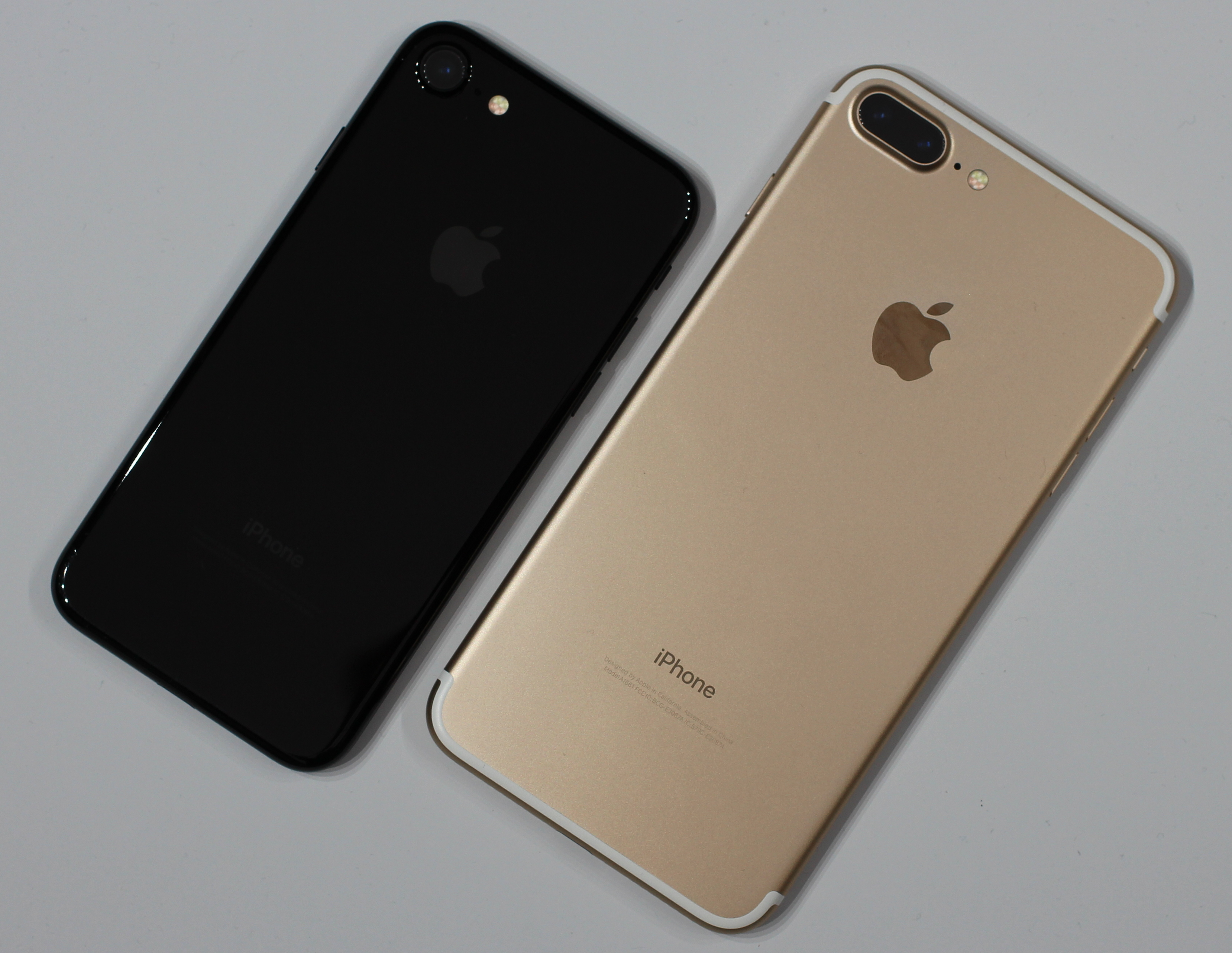
iPhone 7 Black (trái) và iPhone 7 Plus Gold (phải)

## Thiết kế và cấu hình
Kích thước cũng như thiết kế tổng thể của iPhone 7/7 Plus tương tự iPhone 6S/6S Plus và iPhone 6/6 Plus. Những thay đổi được giới thiệu bao gồm các tùy chọn màu mới (matte black, jet black và red), chuẩn kháng nước và bụi IP67, nút home cảm ứng lực thay vì nút home vật lý, dải ăng ten được tinh chỉnh, loa thoại dài hơn và các nút tăng giảm âm lượng được thiết kế lại.
Mặt trước là kính cường lực Gorilla Glass, mặt lưng và khung máy làm bằng nhôm.

Lần đầu tiên trong lịch sử iPhone, Apple đã loại bỏ đi jack cắm tai nghe 3.5mm để thay bằng 8 lỗ loa. Bộ đôi được trang bị loa kép stereo.

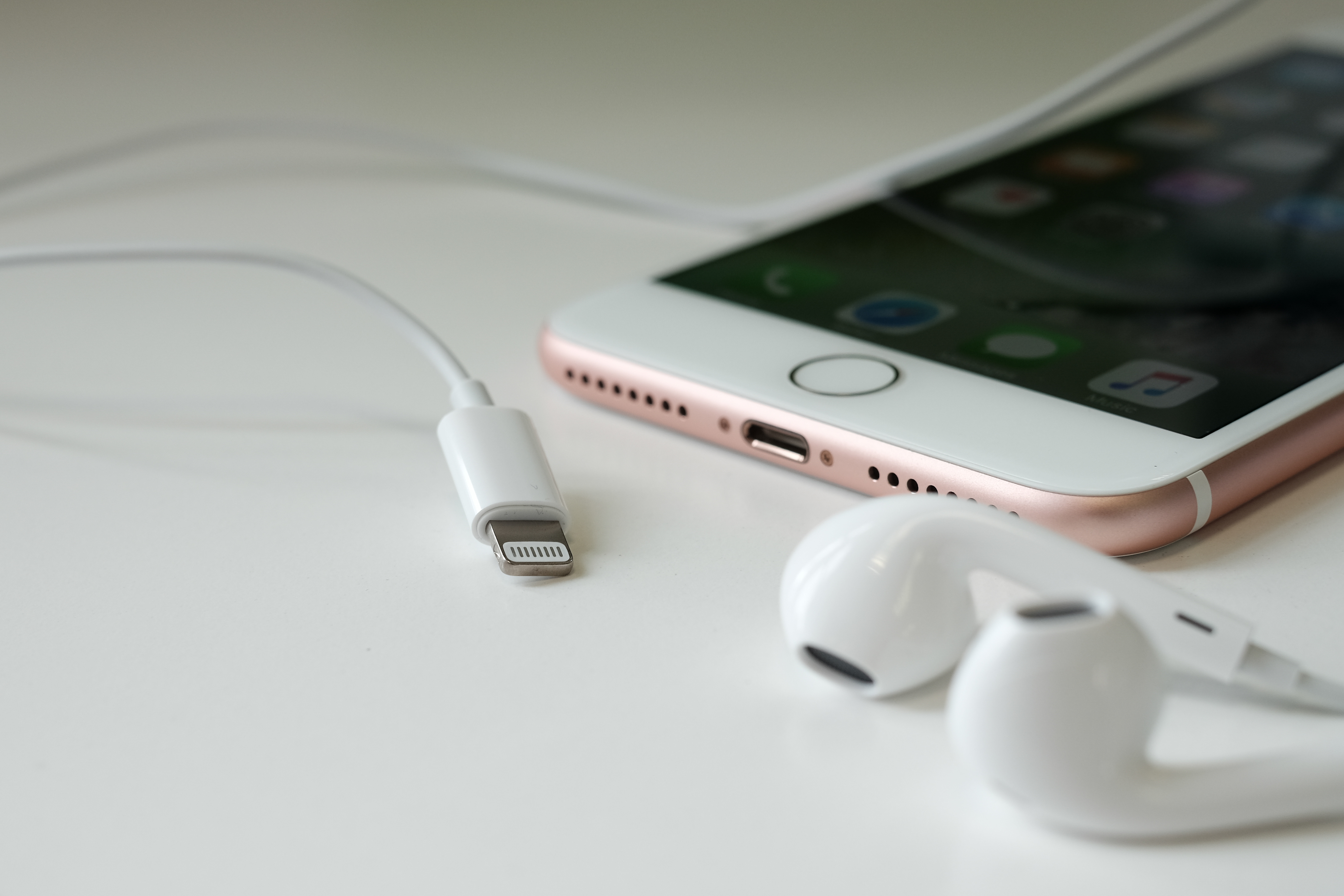
Tai nghe cổng Lightning mới
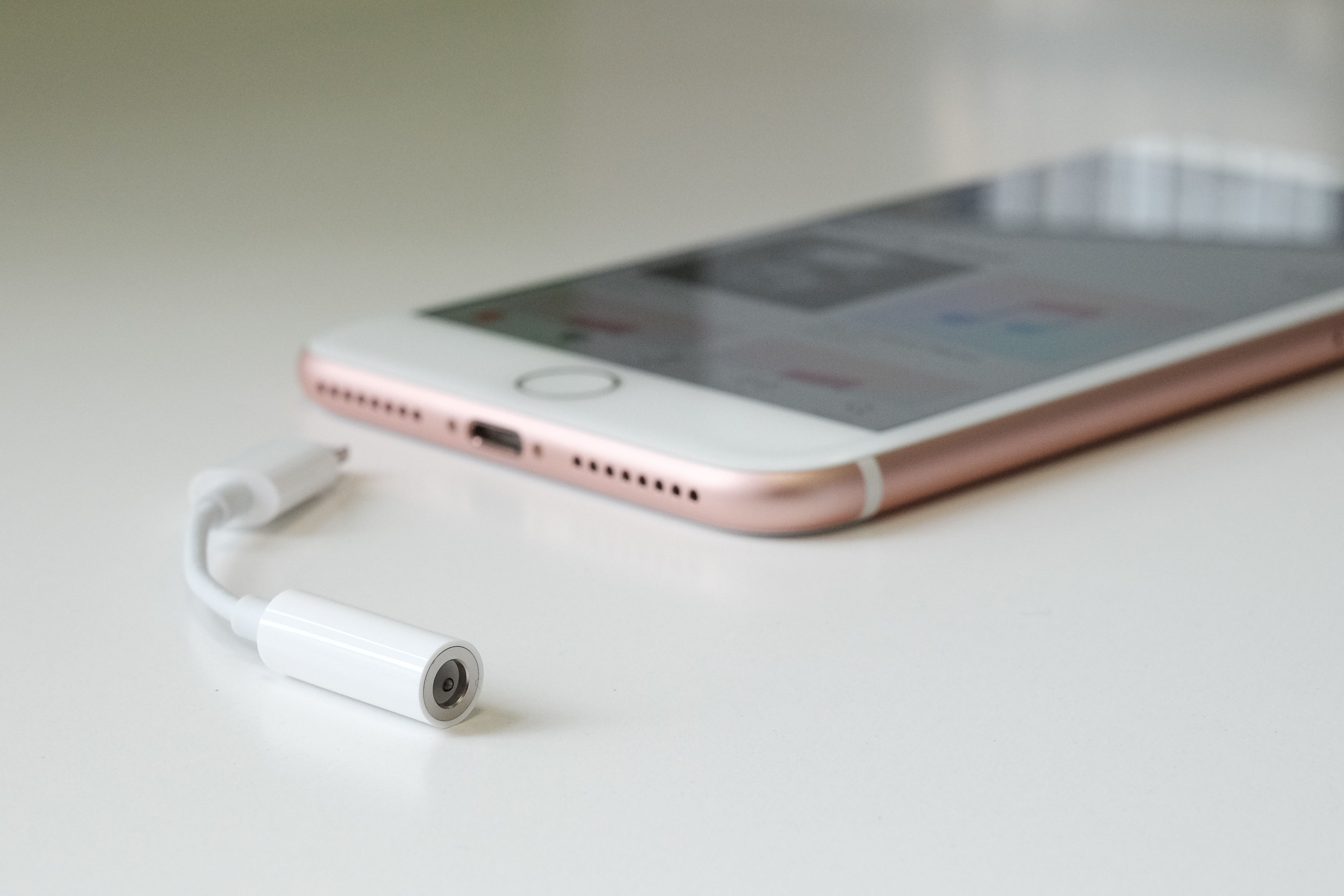
Jack chuyển đổi tai nghe 3.5mm sang Lightning
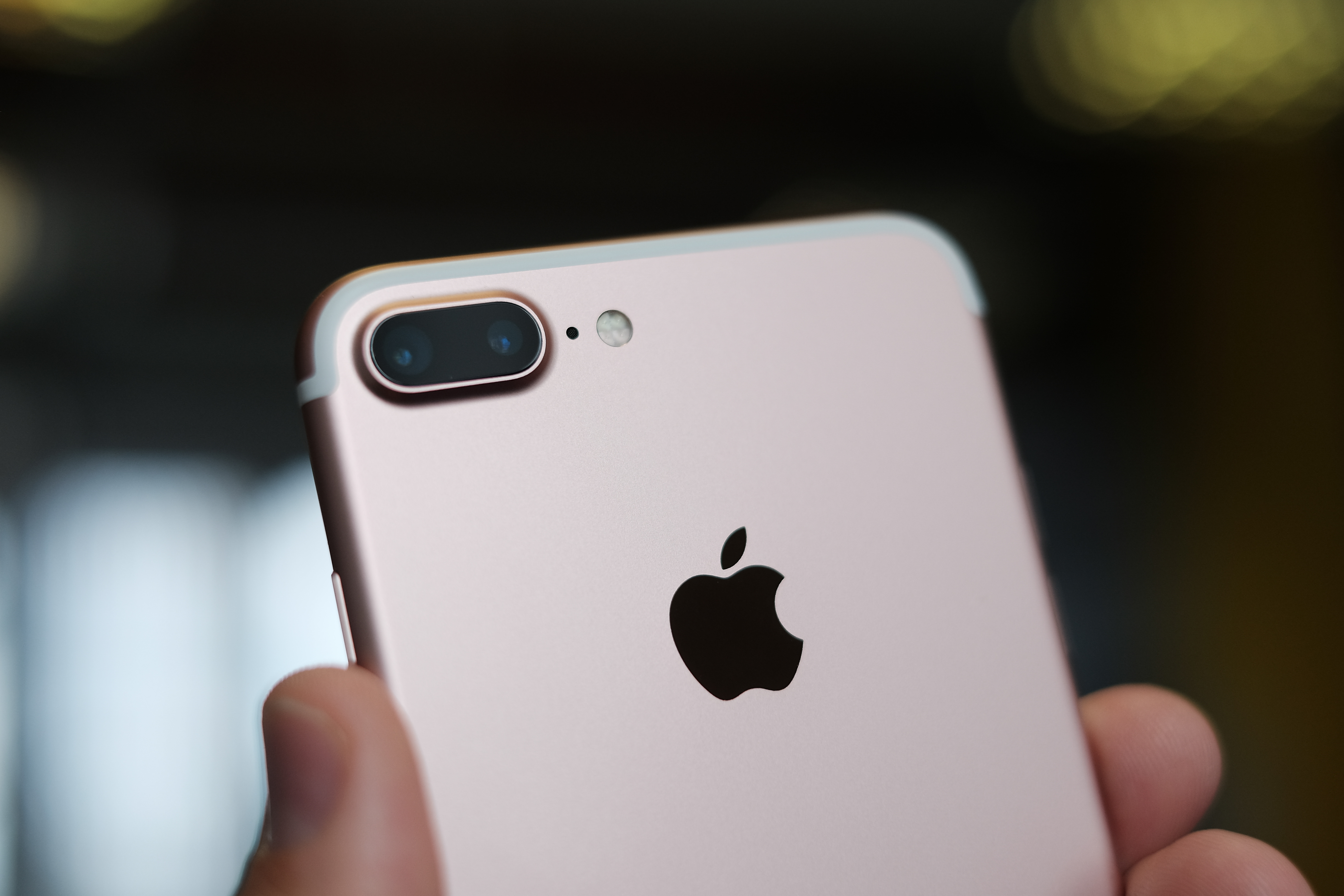
Cụm camera kép trên iPhone 7 Plus
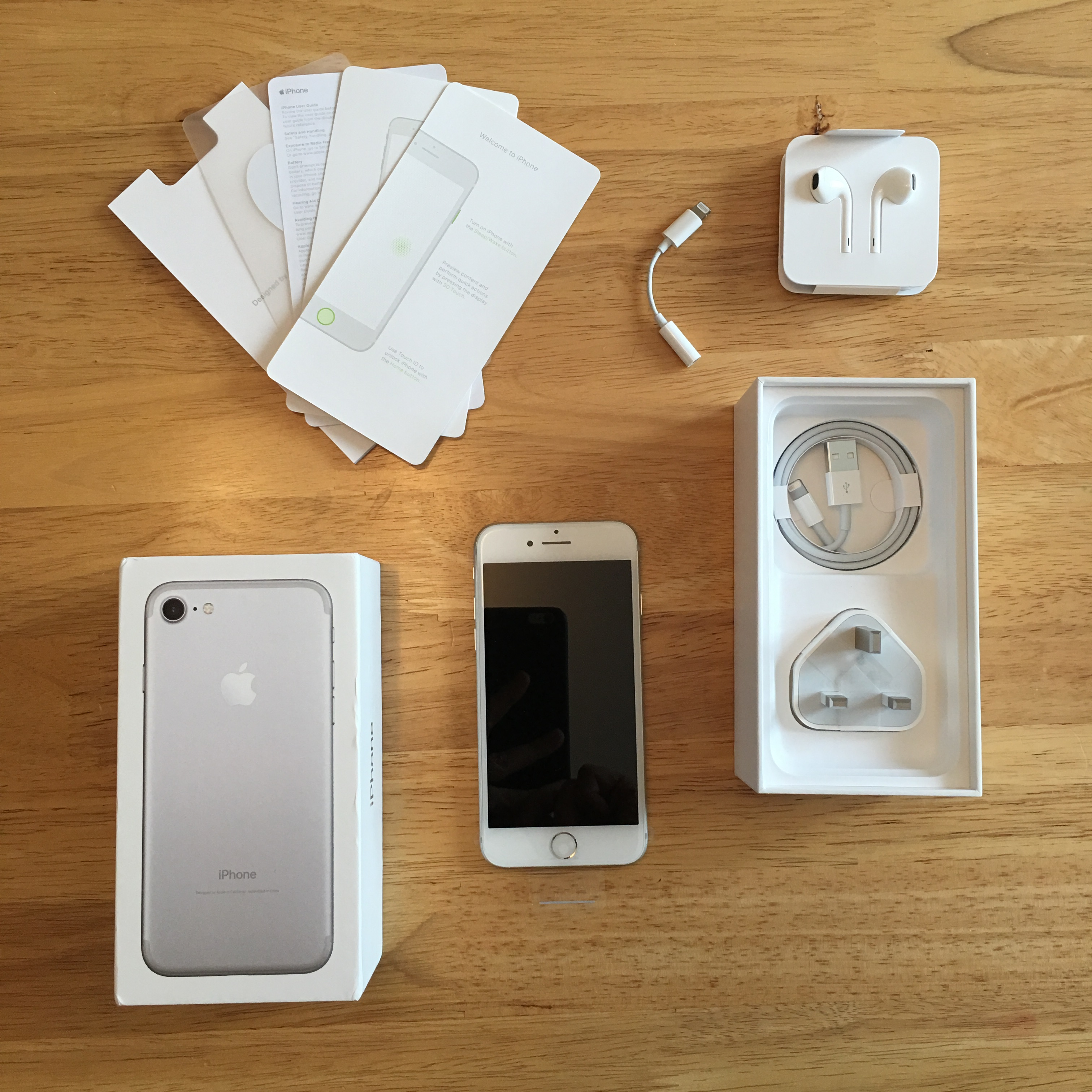
Hộp iPhone 7 và các phụ kiện đi kèm (bản Hong Kong, Singapore)

Màn hình của 7/7 Plus lần lượt có kích thước 4.7 inch (750 x 1334 pixels) và 5.5 inch (1080 x 1920 pixels), tỷ lệ 16:9, công nghệ IPS Retina. Cảm ứng lực 3D Touch toàn màn hình.

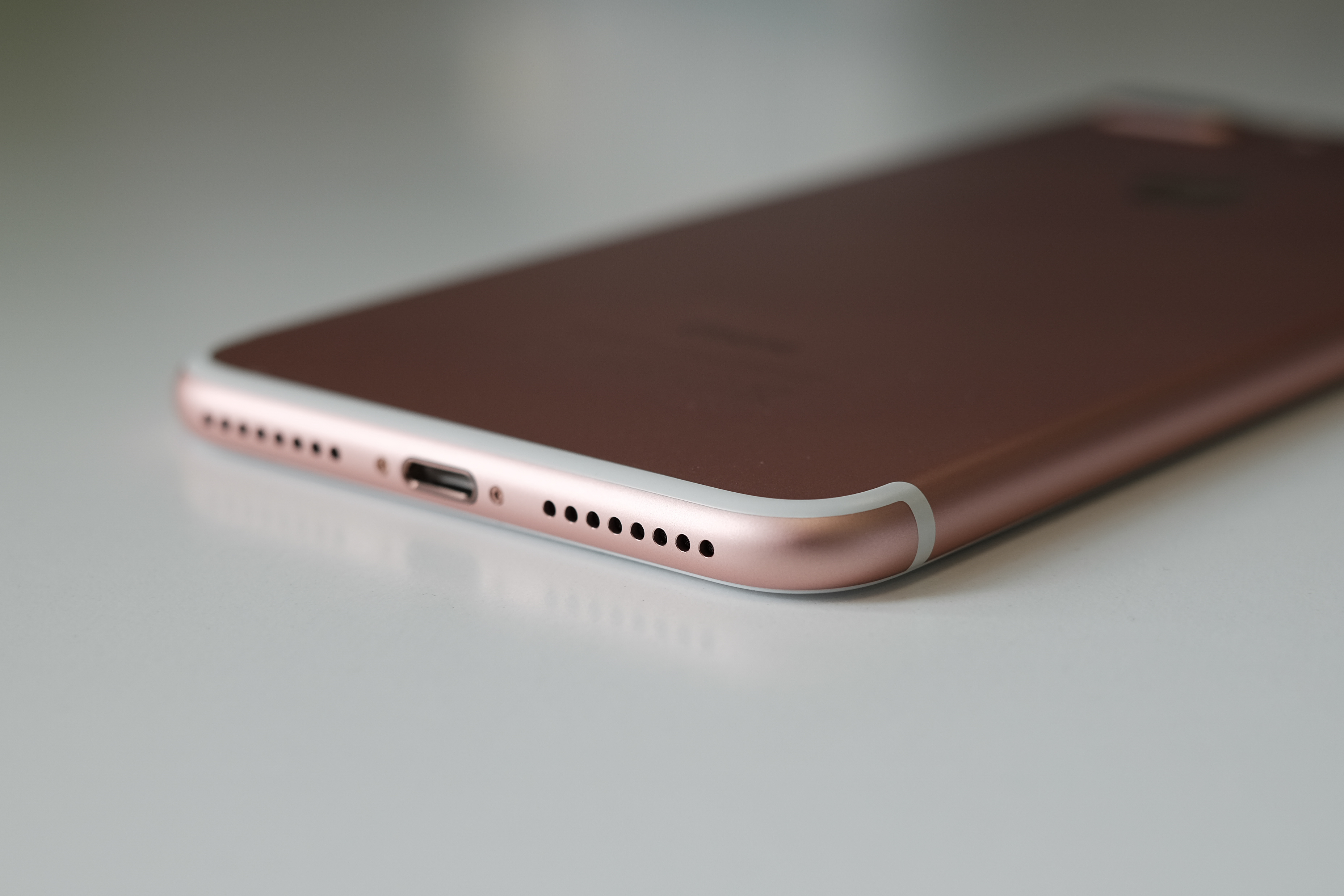
Vị trí dải ăng ten mới và jack tai nghe 3.5mm bị loại bỏ
So sánh cạnh đáy của iPhone 6/6S (phía trên) và iPhone 7 (phía dưới)

Phần cứng bên trong được nâng cấp mạnh mẽ, với CPU Apple A10 Fusion 16 nm (4 nhấn 2.34 GHz). iPhone 7 có 2GB RAM, trong khi iPhone 7 Plus sở hữu 3GB RAM.
Các tùy chọn bộ nhớ bao gồm: 32, 128 và 256GB.
iPhone 7 có pin 1960 mAh, 7 Plus có pin 2900mAh.
Bộ đôi có camera selfie 7 MP, f/2.2, 32mm HDR, hỗ trợ quay video 1080p@30fps.
iPhone 7 có 1 camera sau 12 megapixel có chống rung quang học OIS. iPhone 7 Plus có cụm camera kép 12 MP (f/1.8, 28mm (wide), 1/3", PDAF, OIS) và 12 MP (f/2.8, 56mm (telephoto), 1/3.6", zoom quang học 2x) cho khả năng chụp chân dung xóa phông. Chất lượng ảnh, ảnh xóa phông trên iPhone 7/7 Plus là rất tốt với màu sắc trung thực.
Các tùy chọn màu sắc bao gồm:
- Jet Black (mặt trước màu đen),
- Black (mặt trước màu đen),
- Silver (mặt trước màu trắng),
- Gold (mặt trước màu trắng),
- Rose Gold (mặt trước màu trắng),
- PRODUCT Red (mặt trước màu trắng, phiên bản màu này ra mắt vào tháng 4 năm 2017).[6][7]  - Hình chụp bởi iPhone 7, toàn cảnh và xóa phông

Hình chụp bởi iPhone 7, toàn cảnh và xóa phông
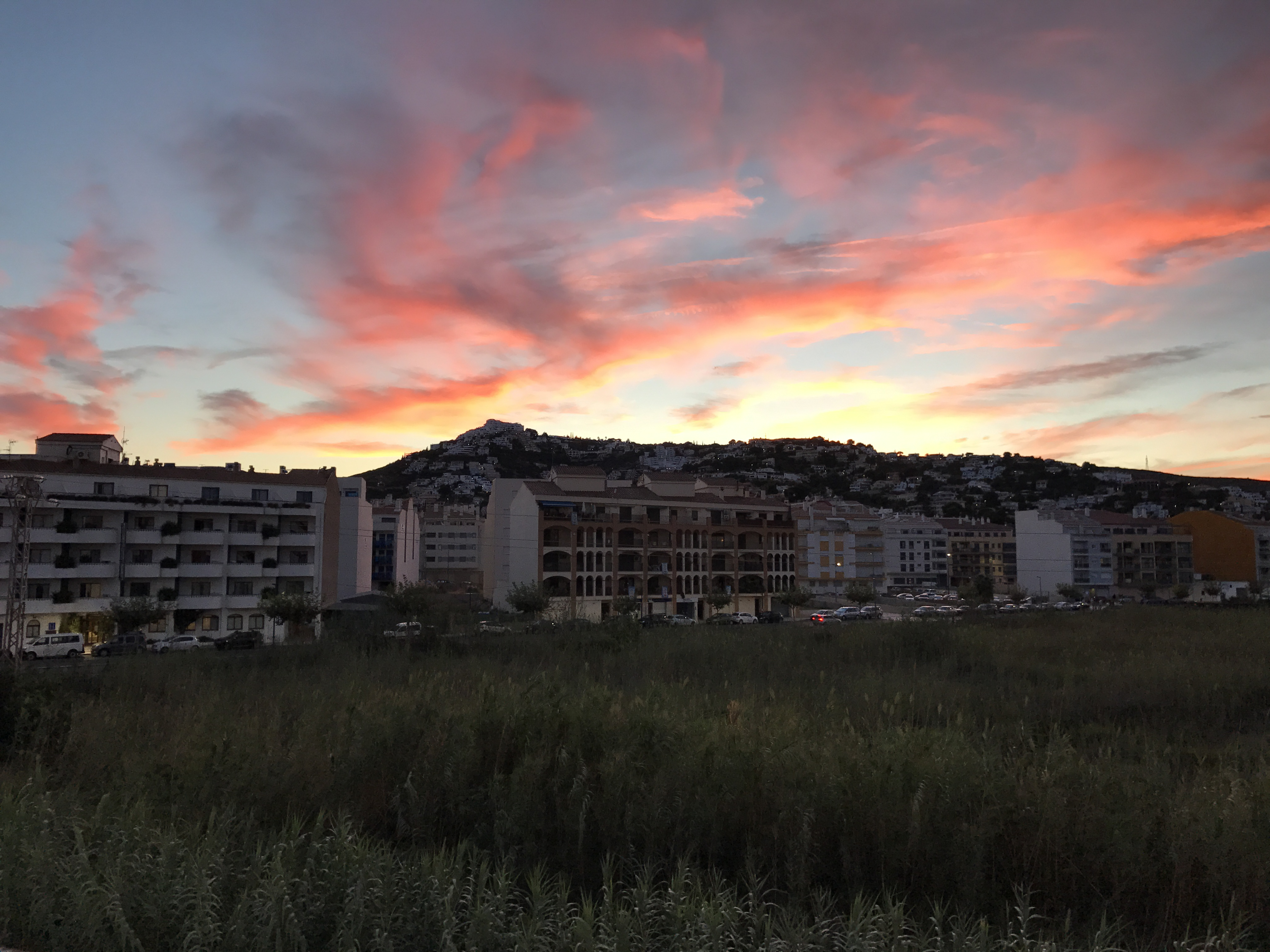
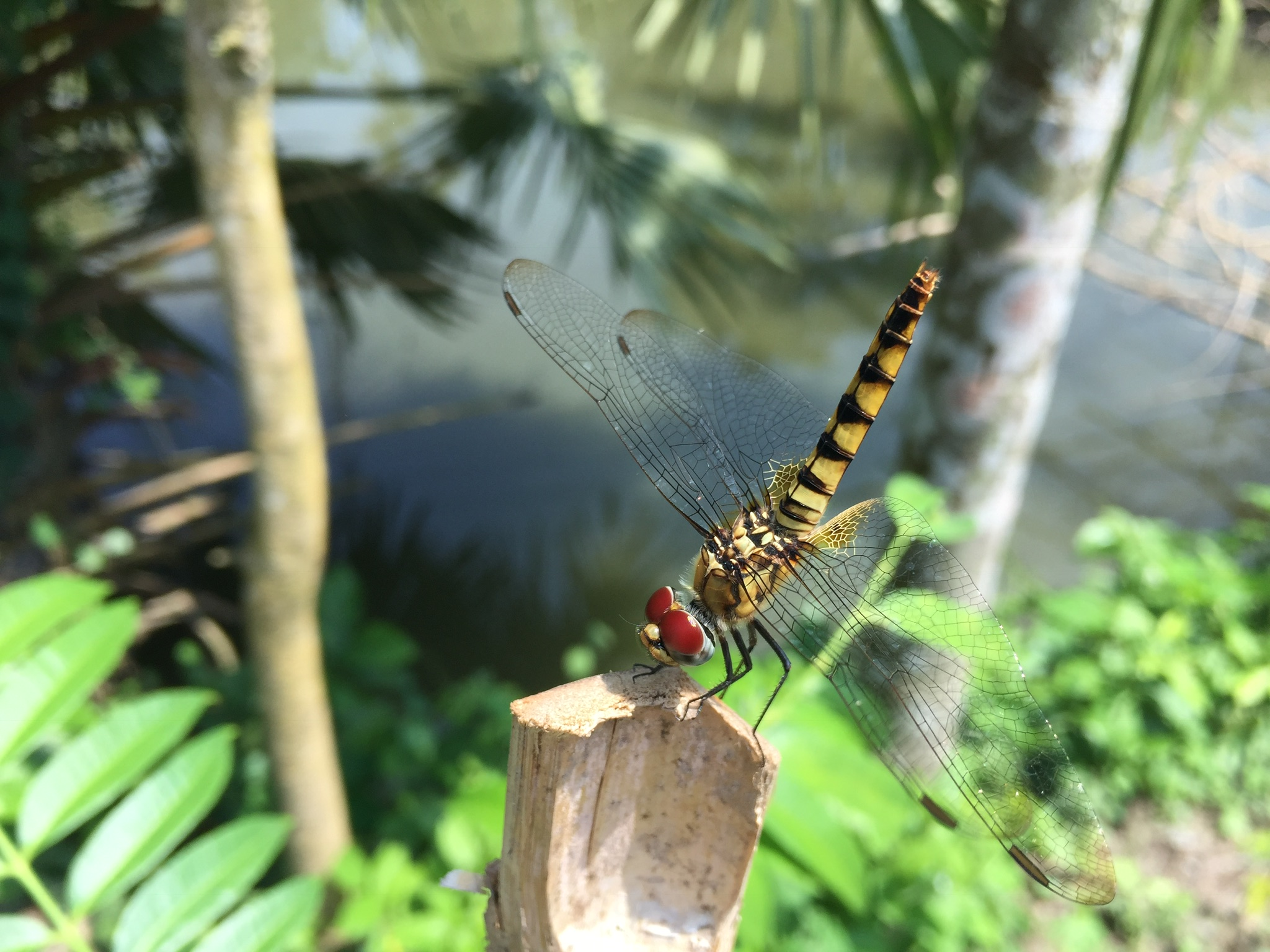
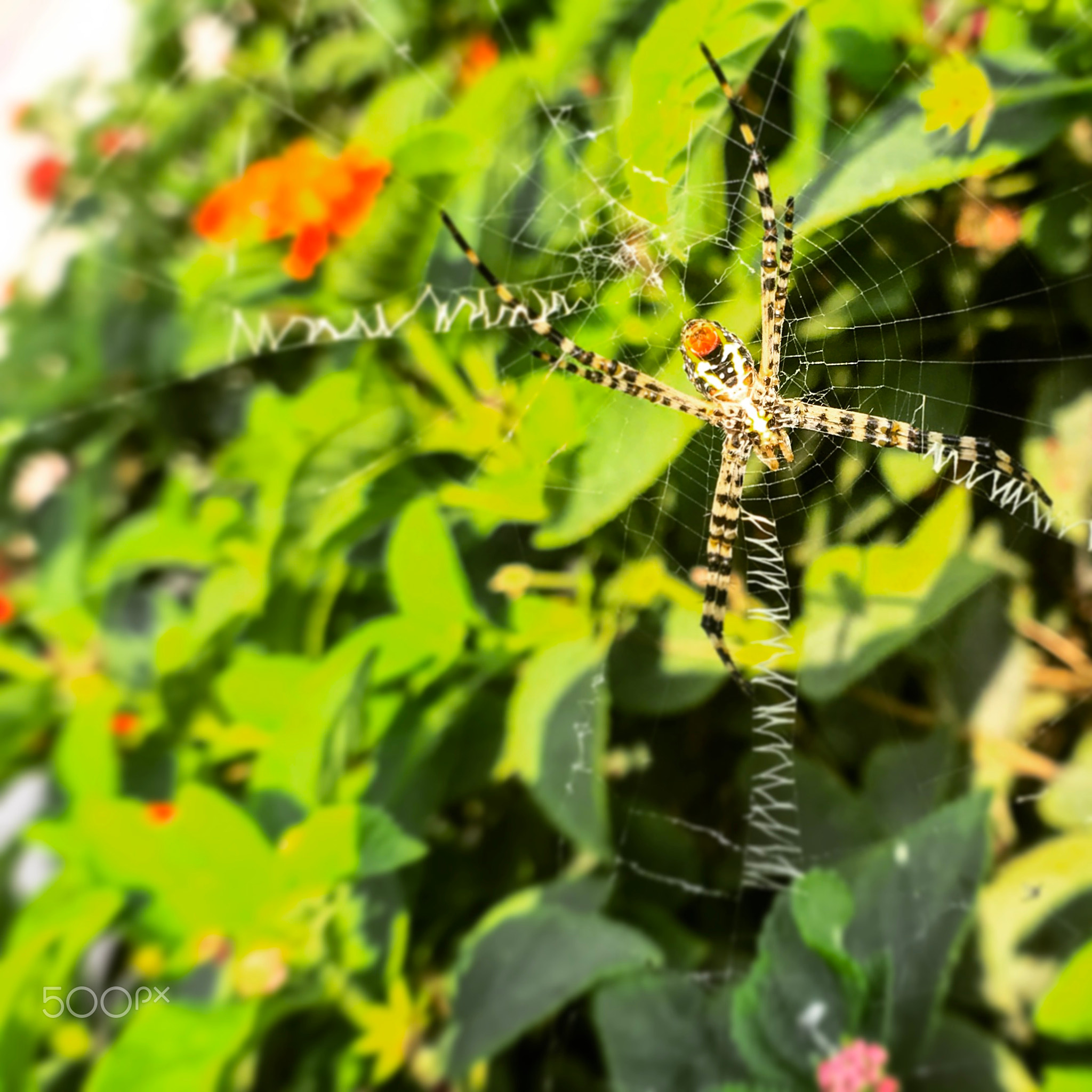

## Phần mềm
iPhone 7/7 Plus xuất xưởng với phiên bản iOS 10.0.1, hiện được nâng cấp lên iOS 15 và không còn tiếp tục được hỗ trợ cập nhật trong tương lai.

## Lịch sử các thế hệ iPhone
| Dòng thời gian của các mẫu iPhone         |
| ----------------------------------------- |
| Xem thêm: Timeline of Apple Inc. products |

Nguồn: Apple Newsroom Archive